# متنزه فراني الوطني
متنزه فراني الدولية (بالإنجليزية: Farny State Park)‏ (مساحتها: 4866 فدان "19.69 كم2") هي حديقة دولية تقع في بلدة روكاواي في مقاطعة موريس في الولايات المتحدة. يتم إدراتها من قبل شعب الحدائق والغابات في  نيو جيرسي.

## وصلات خارجية
الموقع الرسمي